# Lithocarpus laetus
Lithocarpus laetus är en bokväxtart som beskrevs av Woon Young Chun, Cheng Chiu Huang, Yung Chun Hsu och Hsien Wei Jen. Lithocarpus laetus ingår i släktet Lithocarpus och familjen bokväxter. Inga underarter finns listade.